# Eugippio (vescovo)
Eugippio (fl. VI secolo) fu il diciannovesimo vescovo di Trento, in carica nella prima metà circa del VI secolo.
Il suo nome appare in un frammento di mosaico pavimentale recuperato da un sacello dedicato ai santi Cosma e Damiano annesso alla basilica paleocristiana del Doss Trento, e conservato al castello del Buonconsiglio. Alcune fonti individuano in Eugippio colui che intitolò il duomo di Trento a san Vigilio.